# 三浦仁 (情報システム研究者)
三浦 仁（みうら　ひとし）は情報システム研究者で、京都情報大学院大学の教授である。

## 経歴
- 富山大学工学士
- 日本ユニシス株式会社（現 BIPROGY株式会社）総合技術研究所二〇四六室室長[2]
- BIPROGY株式会社総合技術研究所主席研究員[3]
- 一般社団法人電子情報技術産業協会（JEITA）講師[4][2]

## 業績
- 企業へのIT活用アドバイス
- 社内システムの最新ネットワークへの接続及びインターネット接続開発
- 社内BPRプロジェクト，UcodeとEPCコードの相互五感実証プロジェクトなどに参画
- 各地の地域創生プロジェクト・産学連携プロジェクトにて新ビジネス創出[3]

## 論文
- 須永博行, 三浦仁, 山崎太郎「オープンデータの活用を促進するための仕組み」『Unisys技報』第34巻第2号、日本ユニシス、2014年9月、89-98頁、ISSN 09149996、NAID 40020222785、CRID 1522262180432719360。
- 三浦仁「オープンデータで日本を元気に」（PDF）『月刊IM= Journal of image & information management』第2015巻第1号、日本文書情報マネジメント協会、2015年1月、10-13頁、ISSN 09132708、NAID 40020856595、国立国会図書館書誌ID:027283790。